# Mafia Killer – Die Gangs von New York
Mafia Killer – Die Gangs von New York (Originaltitel: Mafia Killers with Colin McLaren) ist eine US-amerikanische Krimi-Dokureihe des Senders Reelz über Mobster der amerikanischen Cosa Nostra aus New York City.

## Inhalt
Der einstige Undercover-Agent Colin McLaren liefert einen Einblick in die kriminellen Aktivitäten von Mafiosi und assoziierten der amerikanischen Cosa Nostra aus New York City. Im Fokus stehen dabei die Mobster John Gotti, Sammy Gravano, Carmine Persico, Anthony Casso, Henry Hill und Vincent Gigante. Aufgewertet wird die Dokureihe durch hochwertige Spielszenen, Archivbilder und Interviews mit Insidern und Verwandten aus dem Umfeld der Mafia.

## Episodenliste
| Nr. (ges.) | Nr. (St.) | Deutscher Titel | Originaltitel                   | Erstveröffentlichung USA | Deutschsprachige Erstveröffentlichung (D/A/CH) |
| ---------- | --------- | --------------- | ------------------------------- | ------------------------ | ---------------------------------------------- |
| 1          | 1         | John Gotti      | John "The Teflon Don" Gotti     | 29. Aug. 2018            | 5. Juni 2021                                   |
| 2          | 2         | Sammy Gravano   | Sammy "The Bull" Gravano        | 5. Sep. 2018             | 5. Juni 2021                                   |
| 3          | 3         | Carmine Persico | Carmine "The Snake" Persico     | 12. Sep. 2018            | 5. Juni 2021                                   |
| 4          | 4         | Anthony Casso   | Anthony "Gaspipe" Casso         | 19. Sep. 2018            | 5. Juni 2021                                   |
| 5          | 5         | Henry Hill      | Henry "The Goodfella" Hill      | 26. Sep. 2018            | 5. Juni 2021                                   |
| 6          | 6         | Vincent Gigante | Vincent "The Oddfather" Gigante | 3. Okt. 2018             | 5. Juni 2021                                   |

## Liste der Interviewpartner
| Namen                  | Beschreibung                                                       |
| ---------------------- | ------------------------------------------------------------------ |
| Colin McLaren          | Buchautor und ehemaliger Undercover-Agent                          |
| Andrea Giovino         | Buchautorin und Ex-Frau von Frank „Curly“ Lino                     |
| Nick Christophers      | Buchautor und Journalist                                           |
| Edward McDonald        | Schauspieler und ehemaliger New Yorker Bundesanwalt                |
| Ronald Goldstock       | Ehemaliger. Direktor der Organised Crime Task Force New York       |
| Selwyn Raab            | Buchautor und Journalist                                           |
| Lawrence „Larry“ Mazza | Buchautor, Schauspieler und ehemaliger Soldato der Colombo-Familie |
| Lucian Gandolfo        | Ehemaliger FBI-Agent.                                              |
| Linda Scarpa           | Buchautorin und Tochter von Gregory „The Grim Reape“ Scarpa        |
| Richard Rudolph        | Ehemaliger Agent des FBI                                           |
| Joe Hill               | Bruder von Henry Hill                                              |
| Ed Guevara             | Ehemaliger Agent des FBI                                           |
| Tony Napoli            | Buchautor und ehemaliger Soldato der Genovese-Familie              |
| George Stamboulidis    | Ehemaliger New Yorker Bundesanwalt                                 |

## Synchronisation
Die deutsche Synchronisation der Dokureihe entstand durch die Synchronfirma TransEuroTV.